# موسيقى تجريبية

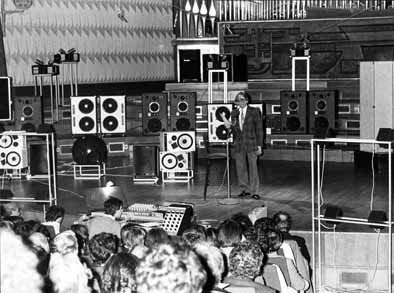

الموسيقى التجريبية هي عنوان عريض لأي موسيقى توسّع الحدود القائمة وتعاريف النمط (أنون. & ن.د(س)). يُعرَّف العمل التأليفي التجريبي بصورة عامة بحساسية استكشافية متعارضة جذريًا مع، وتطرح تساؤلات حول، الأنماط الجمالية والأدائية والتأليفية المُمأسسة في الموسيقى (سنSun 2013). تضمّ عناصر الموسيقى التجريبية موسيقى اللاتحديد، التي يُدخل فيها الموسيقيّ عناصر الصدفة أو عدم القابلية للتنبؤ مع اهتمام إما بالأسلوب أو بتأديته. قد يقارب الفنانون أيضًا هجينًا من أساليب متفاوتة أو يدمجون عناصر غير تقليدية وفريدة (أنون. & ن.د(س)).
باتت الأعمال بارزةً في أواسط القرن العشرين، لا سيما في أوروبا وأميركا الشمالية. كان جون كيج واحدًا من أقدم المؤلفين الذين استخدموا المصطلح وأحد المبتكرين الأساسيين في الموسيقى التجريبية، إذ استخدم تقنيات اللاتحديد وسعى وراء نتائج غير معروفة. في فرنسا، في وقت مبكر من عام 1953، بدأ بيير شايفير استخدام مصطلح الموسيقى التجريبية لوصف الأعمال المؤلَّفة التي تدمج الموسيقى الكهرسمعية والموسيقى الملموسة والموسيقى الإلكترونية. أيضًا، في أمريكا، استُخدمت دلالةٌ مختلفة تمامًا للمصطلح في أواخر خمسينيات القرن العشرين لوصف التأليف عبر الحاسوب الذي قام به مؤلفون مثل ليجارين هيلر. عمِل هاري بارتش وكذلك إيفور داريغ على سلالم دوزنة مستندة إلى قوانين الفيزياء للموسيقى التناغمية. طوّر كل منهما لهذه الموسيقى مجموعة من الآلات الموسيقية التجريبية. الموسيقى الملموسة هي نمط من الموسيقى الكهرسمعية تستخدم الصوت الأكوسماتي كأداة تأليفية. الارتجال الحر أو الموسيقى الحرة هي موسيقى مرتجَلة دون قواعد تتجاوز ذوق أو ميل الموسيقي(ين) المعنيين، في عدة حالات يقوم الموسيقيون بجهود ناشطة لتجنّب الكليشيهات، أي المراجع الواضحة إلى أنماط أو أنواع موسيقية سهلة التمييز.

## التعاريف والاستخدام

### الأصول
نظّمت مجموعة الباحثين في الموسيقى الملموسة، تحت قيادة بيير شايفير، العقد العالمي الأول للموسيقى التجريبية بين 8 و18 يونيو 1953. كانت هذه حسبما يبدو محاولة من قبل شايفير لإبطال احتواء الموسيقى الملموسة للموسيقى الإلكترونية الألمانية، وبدلًا من ذلك حاول تصنيف الموسيقى الملموسة والموسيقى التجريبية والموسيقى الكهروسمعية وموسيقى العالم تحت عنوان «الموسيقى التجريبية» (بالومبيني 1993، 18). تأخّر إصدار بيان شايفير (شايفير 1957) أربعة أعوام، في الوقت الذي كان شايفير يفضّل فيه مصطلح «موسيقى البحث»، برغم أنه لم يتخلّ كليًا عن «الموسيقى التجريبية» (بالومبيني 1993أ، 19، بالومبيني 1993ب، 557).
كان جون كيج أيضًا يستخدم المصطلح في وقت مبكر من العام 1955. وفقًا لتعريف كيج، «العمل التجريبي هو فعل لا يمكن التنبؤ بنتيجته» (كيج 1961، 39)، وكان مهتمًا على وجه التحديد بأعمال تامة أدّت ما لا يمكن التنبؤ به (ماوسيري 1997، 197). في ألمانيا، كان نشْر مقال كيج مرتقبًا خلال عدة أشهر في محاضرة ألقاها وولفغانغ إدوارد ريبنير في دارمشتادر فيرينكورس في 13 أغسطس 1954، بعنوان «الموسيقى التجريبية الأمريكية». وسّعت محاضرة ريبنيير المفهوم بالعودة في الزمن لتشتمل على تشارلز إيفيس وإدغار فاريسي وهنري كويل، إضافة إلى كيج، نظرًا إلى تركيزهم على الصوت بحد ذاته بدلًا من الأسلوب التأليفي (ريبنير 1997).

### تصنيفات بديلة
يبدأ المؤلف والناقد مايكل نيمان من تعريف كيج (نيمان 1974، 1)، ويطوّر المصطلح «تجريبية» أيضًا ليصف عمل المؤلفين الأمريكيين الآخرين (كريستيان وولف وإيرل براون وميريديث مونك ومالكولم غولدستاين ومورتون فيلدمان وتيري رايلي ولا مونتي يونغ وفيليب غلاس وستيف رايتش إلخ) إضافة إلى مؤلفين مثل غافين بريارز وجون كيل وتوشي إيتشياناغي وكورنيليوس كاردو وجون تيلبوري وفريدريك رزيفسكي وكيث رو (نيمان 1974، 78-81، 93-115). يضع نيمان الموسيقى التجريبية في مواجهة الطليعية الأوروبية لذلك الوقت (بوليز وكاغل وزيناكيس وبيريو وستوكهاوسن وبوسوتي) الذي كانت بالنسبة لهم «هوية التأليف ذات أهمية كبيرة» (نيمان 1974، 2 و9). كلمة «تجريبية» في الحالات السابقة «ملائمة، شرط أن تُفهم لا كوصف لعمل يُقيّم لاحقًا من ناحية النجاح والفشل، بل ببساطة كعمل لا تُعرف نتيجته».